# Patos de Minas
Patos de Minas este un oraș în Minas Gerais (MG), Brazilia.

## Personalități născute aici
- Autran Dourado (1926 - 20120, romancier.